# Laportea urentissima
Espèce
Statut de conservation UICN

 EN B1+2c : En danger
Laportea urentissima est une espèce de plantes à fleurs de la famille des urticacées et au genre Laportea.